# 중세 인구학
중세 인구학은 중세 시대 유럽 및 지중해 지역의 인구에 대한 학문이다. 중세 인구학은 중세 시대 인구 수, 인구 추세, 기대 수명, 가족 구조 등에 대해 다룬다. 인구학은 중세 시대에 걸친 역사적 변화의 핵심 요소로 간주된다.

## 유럽 인구의 역사
중세 유럽 인구 변화 추이는 대략 다음과 같다.
- 고대 후기(400-600년): 인구 감소
- 중세 전기(600-1000년): 인구 수가 낮은 수준에서 유지되었으나 간헐적인 증가가 있었음
- 중세 중기(1000년-1250년): 인구 증가 및 확장
- 중세 후기(1250년-1348년): 안정적 혹은 간헐적으로 증가하였다가 1315년 대기근 직전 유럽 대부분 지역에서 정점에 이름
- 중세 후기(1348년-1420년): 잉글랜드와 프랑스에서 급감, 중동유럽에서 증가
- 중세 후기(1420년-1470년): 서유럽에서는 안정적 혹은 간헐적으로 최소치로 감소, 중동유럽에서 증가
- 1470년 이후: 16세기 초기에 인구가 증가할 때까지 천천히 확장